# Ожерельная
Ожерельная (укр. Ожерельна) — левый приток реки Конка, расположенный на территории Пологовского района (Запорожская область, Украина).

## География
Длина — 24 км. Площадь водосборного бассейна — 113 км².
Русло на протяжении почти всей длины пересыхает. Создано несколько прудов.
Берёт начало южнее села Дмитровское. Впадает в реку Конка в 98 км от её устья между сёлами Инженерное, Новокарловка и Украинское.
Притоки: многочисленные балки (Бабакова, Казачья).